# 博労町 (米子市)
博労町（ばくろうまち）は、鳥取県米子市の町名。郵便番号は683-0052（米子郵便局管区）。

## 地理
城下東部を南北に走る山陰道に沿って南北に伸びる町人地。南は糀町と接する。
近世における米子城下町の東北部に位置し、町の途中で道は下りに向かって少し左に曲がる。

## 歴史
昔は馬喰町とも書いているが藩政時代にこの町で定期的に牛馬市を開くことを許され、関係者の出入が認められていた。
元禄8年（1695年）当町は家持63、借家18。宝暦6年（1756年）5月、当町の風呂屋孫右衛門方からの出火で、米子城下町の火災としてはまれな大火となり当町の119軒、糀町の80軒を焼失した。
明治2年（1869年）には表68戸、裏72戸、人口536人と相当に戸数が増加している。町内には馬方や小商売人が居住した。明治の町制施行直前の21年には戸数が商業111、農業51、雑業56と記録されている。
明治30年代（1897年～1906年）に入って当町に岡山煙草専売局の米子支所が、また西伯郡農事試験所が設立され、大正時代に西伯郡家禽試験所も開設された。

## 政治

### 議員
- 名島嘉吉郎 - 町会議員

### 区長
町村制第六十八條に依り區を設け各區に區長及區長代理者一名宛を置き、各其の任期を四ヶ年とし區域の大小により區長には一ヶ年最低十圓より最高二十圓迄、區長代理者は一様に年額三圓の報酬を支給した。
当選
- 明治22（1889）年中當選 - 第二区 仲田才次郎[6]
- 明治26（1893）年中當選 - 博労区 森岩太郎[7]
- 明治33（1900）年中當選 - 博労区 中島萬太郎 黒田徳三郎[8]
- 明治35（1902）年中當選 - 博労区 黒田徳三郎[8]
- 明治45・大正元（1912）年中當選 - 博労区 森政太郎[9]
- 大正8（1919）年中當選 - 博労区 西田粂造[10]
- 大正10（1921）年中當選 - 博一区 西田粂造[11]、博二区 茅野竹治郎[11]
- 大正13（1924）年中當選 - 博一区 松浦嘉五郎[12]
- 大正15（1926）年中當選 - 博一区 名島善[12]

市制第八十二條に依り區を劃し區長及區長代理者各一名を置き任期は四ヶ年とし、報酬は區長年額最低四圓最高十五圓、區長代理者は二圓乃至三圓である。
- 昭和2（1927）年中當選 - 博一 名島善[13]、博二 田村瀧蔵[13]
- 昭和3（1928）年中當選 - 博一 黒田敏夫[14]
- 昭和4（1929）年中當選 - 博一 松浦嘉五郎[14]
- 昭和6（1931）年中當選 - 博二 田村瀧蔵[15]
- 昭和8（1933）年中當選 - 博一 松浦嘉五郎[16]、博二 日置太喜雄[16]
- 昭和10（1935）年中當選 - 博一 松浦嘉五郎[17]、博二 日置太喜雄[17]、博三 伊藤重太郎[17]、博四 音頭陽治郎[17]
- 昭和11（1936）年中當選 - 博二 永川市太郎[18]、博四 瀬下永次郎[19]
- 昭和12（1937）年中當選 - 博四 高橋定一[19]

## 商工業

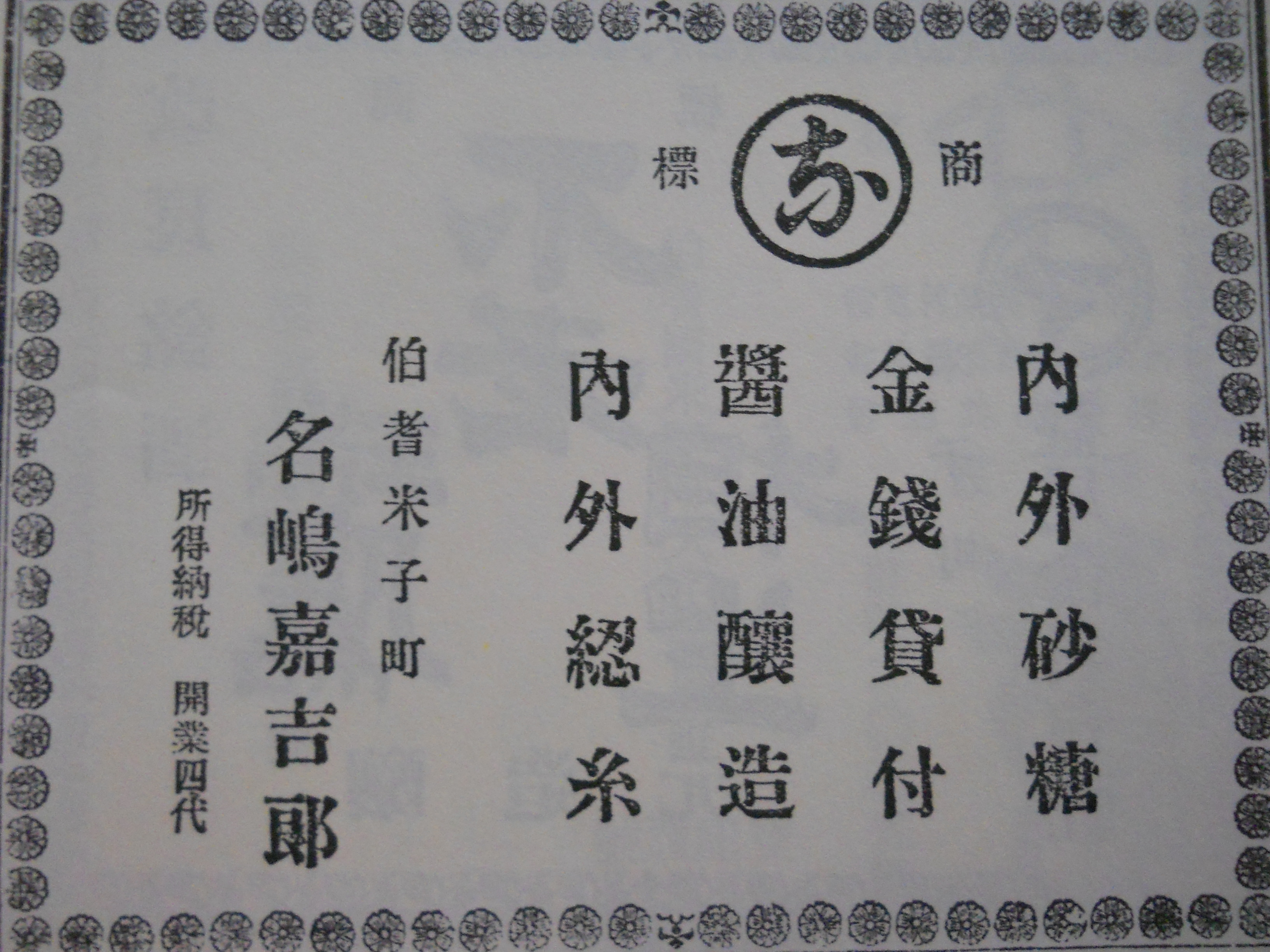
名嶋嘉吉郎商店（名和川屋）
（『帝國實業名鑑』より）

明治32年（1899年）の『帝國實業名鑑』によると、
天満商店が開業二代目で繰綿、木綿、金銭貸付商、森岩太郎商店が開業三代目で古着と質商、名嶋嘉吉郎商店（名和川屋）は開業四代で、質商から砂糖、総糸、醤油醸造業のほか、生命保険、火災保険の代理店にもなっている。元米子市長野坂寛治によれば、「博労町に入って、名嶋氏は米子市の名門である。かって明治六年酉歳の六月十日から初まった｢がうそう（強訴?）｣は二十一日昼頃に勝田まで押よせて来て、この晩か二十二日晩かに名嶋家は店から奥の間まで建具を全部開放して主人自ら裃を一着に及んで平身低頭彼等を送迎、家中残る隈なく百匁ロウソクを立てつらねて明煌々たる光景であった。」という。
そのほか加嶋又次郎の諸紙卸商、紅屋事妹尾初太郎の蒲鉾製造並びに料理仕出業があった。
明治37年（1904年）の『実業人名録』によると、
米山安太郎（染物業）
坪倉国之助（土木建築請負、木材卸）
永原救命堂（慢性胃腸病特効薬永原胃散）
石田与一郎（米穀・砂糖・荒物類）
稲田竹次郎（米穀・鶏卵・荒物・石油）
家島久五郎（履物）
岩坂定次郎（菓子製造）
浜田光太郎（刻・巻煙草販売）
塗信ヨネ子（米穀・荒物）
大塚藤次郎（生糸繭仲買・料理業）
立林芳太郎（米穀・荒物）
宇山久太郎（菓子製造）
黒田徳三郎（金銭貸付・質商、履物・荒物）
現銀谷源三郎（綿・繭生糸仲買）
藤田松太郎（米穀・荒物）
古谷茂吉（舶来雑貨・小間物）
栗木源吉（古着）
讃木保治（酒・米穀・荒物）
三島虎次郎（綿打ち直し・古着・刻煙草）
宮崎カツ（古着）
森安亀太郎（平野屋事・菓子製造）
明治45年（1912年）の『米子商工案内』によると、
萱野亮之助（時計）
松浦嘉五郎（酒醤油仲買）
一二三商会（｢中国家庭学院授産部｣文房具・化粧品・日用品）
石田与一郎（糀・味噌製造・荒物）
岡村岩次郎（綿糸・綿打・繭仲買）
池田建次郎（｢勉強堂｣穀物・酒類）
笹川乙吉（萬染物業）
中川由太郎（靴商）
永川市太郎（｢市仙堂｣カナダパン・ビスケット・羊羹、上菓子製造）
今津初太郎（石炭・製粉・焼麸・最中種卸）
これらの商店は大正時代に入ってもほとんど営業を継続したが、営業税からみると、（大正七年）名島商店百九十三円七十銭、黒田商店六十九円八十銭などを右翼に新しい店も開業した。
大正12年（1923年）の『地方案内』などによって、それらを拾ってみると、
石倉久之助（古道具・骨董）
丹羽末次郎（履物）
岡村栄治（米穀・薪炭）
片山常吉（果物）
藤田辰三郎（自転車）
黒田敏夫（質・煙草・塩）
山本留治（金物・化粧品）
前田とめ（酒・醤油）
松浦彦太郎（板・材木）
内藤コト（肥料）
中島福重（菓子製造）
仲本米次郎（古着・反物・足袋）
山崎末野（煮物・酒）
小林忠次郎（果実・菓子）
遠藤ハル（酒・菓子・乾物）
金尾友一郎（蒟蒻製造）
田中清蔵（繭問屋）
横木粂次郎（小間物・雑品）
池田健次郎（米・麦・塩）
奥田はな（ゴム靴・足袋）
能勢岩次郎（繭仲買）
福田とみ（豆・果物・菓子）
日高定次郎（酒・醤油）
高島かつの（足袋）
中村ちよう（酒・菓子・煙草）
九重谷とく（火薬・鉄砲）
浅野民次郎（建築請負）
米子農具製造所
青戸洋服店
梶村履物製造
米村久蔵（煙草・塩・薪炭）
石橋たけ（酒・果物・菓子）
西村権太郎（洋服）
能勢キヨ（呉服・反物）
若松菊三郎（石油・硝子）
松本栄次郎（古着）
古谷清三郎（菓子）
境はる（菓子・パン）
箕浦安治（自転車）
森政太郎（古着）
古谷兼治（質商）
岩崎梅吉（ペンキ請負）
茅野竹次郎（魚類・乾物・荒物）
谷島政太郎（干魚・乾物）
浜田光太郎（繭・綿仲買）
中村幸吉（靴）
大塚虎次郎（酒・煮物）
安田栄太郎（魚類）
森直太郎（古着）

## 世帯数と人口
2022年（令和4年）7月31日現在の世帯数と人口は以下の通りである。
| 町丁         | 世帯数  | 人口    |
| ------------ | ------- | ------- |
| 博労町一丁目 | 144世帯 | 249人   |
| 博労町二丁目 | 178世帯 | 364人   |
| 博労町三丁目 | 212世帯 | 336人   |
| 博労町四丁目 | 275世帯 | 588人   |
| 計           | 809世帯 | 1,537人 |

## 小・中学校の学区
市立小・中学校に通う場合、学区は以下の通りとなる。
| 番地 | 小学校             | 中学校             |
| ---- | ------------------ | ------------------ |
| 全域 | 米子市立啓成小学校 | 米子市立東山中学校 |

## 宗教
- 曹洞宗要津山法城寺

山門入口に小説「相寄る魂」で知られる詩人生田春月の墓碑、境内には二・二六事件の西田税の墓もある。

## 出身人物・ゆかりのある人物

### 実業家
- 萱野安隆[24] - カヤノ写真機店取締役社長[24]。

大阪市久貴安松三男。米子市萱野亮之助養子となる。
- 名島嘉吉郎 - 中国興業銀行頭取。

### 法曹
- 高林克巳（裁判官）

### 学者
- 田中千金（病理学者） - 黄疸発生に関する病理学的研究者として著名であった。

### 医師
- 天満和人 - 天満医院長

### 軍人
- 西田税 - 二・二六事件の首謀者のひとり。

## 交通

### 鉄道
西日本旅客鉄道境線
- 博労町駅

### 道路
- 国道9号
- 国道181号

## 施設
- 鳥取県立米子工業高等学校
- 米子市立啓成小学校
- 啓成公民館
- 勝田神社